# TrickStyle
TrickStyle es un videojuego de deportes desarrollado por Criterion Games y publicado por Acclaim Entertainment para Dreamcast y Microsoft Windows. Ambientado en el futuro, el jugador participa en carreras de hoverboard llenas de acrobacias a través de Londres, Tokio y Manhattan, o dentro de una enorme arena llamada Velodrome. AirBlade de Criterion y Namco es un sucesor espiritual. El juego recibió críticas mixtas de los críticos, quienes elogiaron sus gráficos y física, pero criticaron su jugabilidad, animaciones y sonido.

## Jugabilidad
Inicialmente, el juego le permite al jugador elegir un corredor y lo coloca en el Velódromo. Desde allí, pueden ingresar a diferentes salas para decidir su próximo desafío. El jugador puede desafiar al entrenador de Velodrome para desbloquear nuevos trucos o competir para desbloquear nuevas áreas y hoverboards. Para los desafíos, el jugador debe atravesar una serie de puertas antes de que expire el tiempo. Para las carreras, el jugador avanza a través de pistas en 3 continentes diferentes, EE. UU., Reino Unido y Japón. Una vez que se completan las cinco carreras en cada continente, el jugador desbloquea una carrera de "jefe" que desbloquea una nueva aerotabla. Hay un total de 18 pistas en el juego, 4 de las cuales son versiones anteriores de pistas existentes.
Durante las carreras, el jugador puede realizar trucos de skateboard y snowboard, como moler en un riel o girar en el aire, para obtener puntos adicionales. Si interpreta a un personaje "matón", también puede chocar con otros corredores para ralentizarlos, o si no, debe evitar ser golpeado por los corredores de IA. Se incluyó un juego de VMU llamado TrickStyle Jr. con el título y se juega de manera similar a Snake.

## Desarrollo
La banda sonora de TrickStyle fue compuesta por el productor de hip-hop Kurtis Mantronik. El juego se transfirió con éxito a PS2 en 2000, una demostración de la cual se mostró en la GDC, pero finalmente nunca se lanzó en el sistema.
El juego fue relanzado por sus propietarios actuales, Throwback Entertainment, en GOG.com el 29 de diciembre de 2015 y en Steam el 21 de febrero de 2017. Stickers de iOS 10 para iMessage se publicaron el 11 de octubre de 2016.

## Recepción
TrickStyle recibió críticas mixtas en ambas plataformas según el sitio web agregador de reseñas GameRankings.
Jeffery Adam Young de NextGen calificó la versión de Dreamcast como "un juego impresionante para ver y un juego exasperante para jugar. El diseño de la pista es sádico y los jugadores de IA son inhumanamente hábiles. Bueno principalmente para aumentar su nivel de estrés". Brandon Justice de IGN dijo que la misma versión de consola "tiene la mejor dirección de arte que jamás haya visto en un corredor de consola", y comparó el juego con Wipeout, aunque diciendo que le faltaba la sensación de velocidad para superar esa serie. Si bien califica la falta de extras del juego como una "decepción", afirma que la pasó "muy bien" con el juego y que "contribuiría en gran medida a abrir los ojos a las posibilidades de competir en Dreamcast". Tal Blevins, del mismo sitio, elogió las "impresionantes imágenes y la jugabilidad increíblemente fluida" de la versión para PC, pero calificó la banda sonora de repetitiva y afirmó que rápidamente apagó la música. También afirmó que el juego "clamaba por" una opción para jugar en línea contra otros jugadores en lugar de solo el modo multijugador local.
Ben Stahl de GameSpot dijo que la versión de Dreamcast era "demasiado fácil de superar", y calificó los efectos de sonido como molestos mientras elogiaba la música. Elogió la física "precisa" del hoverboard, pero calificó las animaciones de los personajes como "inhumanas". Llamándolo "perfecto para alquilar", sin embargo, afirmó que los gráficos eran lo único "genial" del título. Edge dio la misma versión de consola ocho de diez, diciendo: "Independientemente de tales sutilezas [...] sigue siendo una versión clave de PAL, que ofrece una perspectiva refrescante en las carreras género". Geoff Richards de Eurogamer criticó la versión para PC como un "puerto directo" con una dificultad "demasiado fácil", pero calificó sus imágenes de "impresionantes".
En una reseña, Four-Eyed Dragon de GamePro calificó la versión de Dreamcast como "un clásico instantáneo. Los patinadores disfrutarán haciendo acrobacias locas, y los recorridos resbaladizos y las tablas rápidas cautivarán a los fanáticos de las carreras. ¡El surf urbano nunca ha estado mejor!" En otra reseña, Scary Larry calificó la misma versión de consola como "un juego atractivo y divertido con mucha actitud y un juego intenso. Es una gran adición a la biblioteca de Dreamcast". Nash Werner, sin embargo, dijo que la versión para PC "se siente como un juego de carreras de consola mal convertido y llevado rápidamente a la PC. Su atractivo durará una semana en el mejor de los casos. ¡Le pediría a Santa algo más este año!"
J.C. Herz de The New York Times calificó a TrickStyle como el único juego de carreras en Dreamcast que "inspira la lujuria por el hardware", calificando su física de hoverboard como "de ensueño" y sus imágenes "nítidas y dolorosamente modernas". En una retrospectiva de 2009, Eurogamer llamó al juego un clásico de culto, diciendo que el juego fue "pasado por alto" a favor de Tony Hawk's Pro Skater.